# 罗夫莱迪略-德拉贝拉
罗夫莱迪略-德拉贝拉（西班牙語：Robledillo de la Vera）是西班牙埃斯特雷马杜拉卡塞雷斯省的一个市镇。总面积13平方公里，总人口324人（2001年），人口密度25人/平方公里。